# Lispe candicans
Lispe candicans är en tvåvingeart som beskrevs av Kowarz 1892. Lispe candicans ingår i släktet Lispe och familjen husflugor. Inga underarter finns listade i Catalogue of Life.